# Hadouken!
Hadouken! sind eine britische Indietronic/New-Rave-Band, die 2006 in Leeds von James Smith und Daniel Rice gegründet wurde. Der Name der Band stammt von einer Spezialattacke aus der Videospielreihe Street Fighter. Sie vereinen elektronischen Sound mit Soundelementen des Nintendo Game Boys. Smith und Rice gründeten ihr eigenes Label Surface Noise Records und veröffentlichten einige Songs ihres Projekts erstmals im Februar 2007.

## Karriere

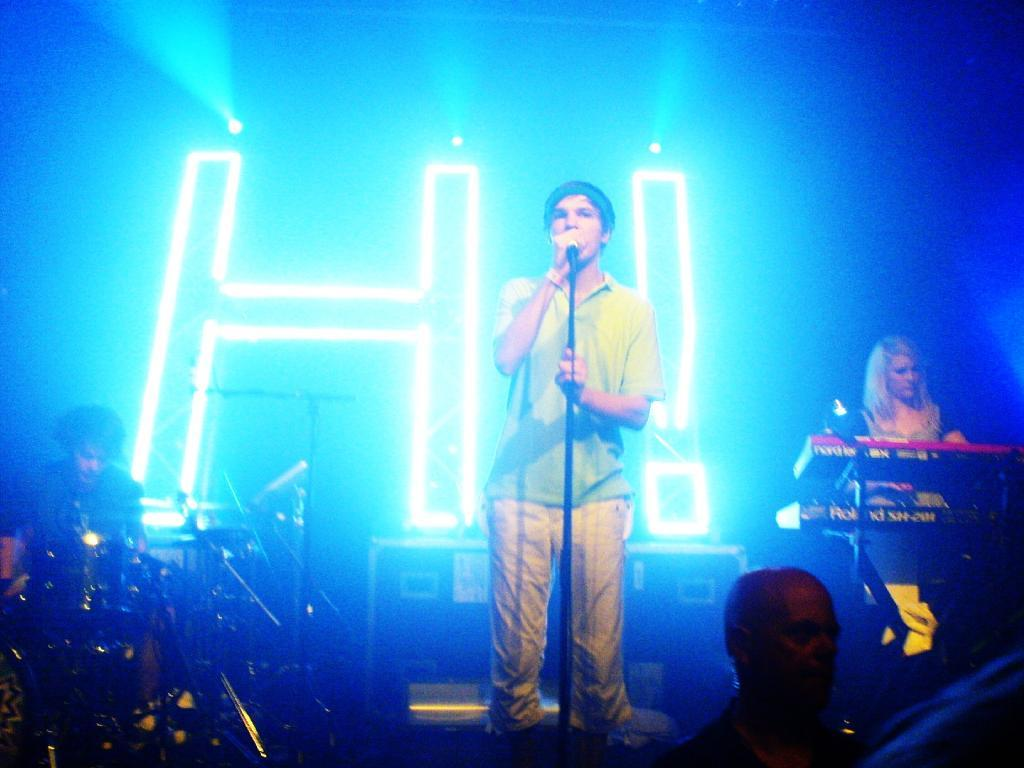
Hadouken! in Glasgow (2007)

2008 kamen zwei ihrer Songs in die UK-Singlecharts. Ihr Album Music for an Accelerated Culture erreichte Platz 12 der Hitparade.
Am 25. Januar 2010 wurde ihr neues Album For the Masses veröffentlicht. Aus diesem Album wurden 2010 insgesamt 3 Singles ausgekoppelt. Der Song Bombshock ist auch im Rennspiel Need for Speed: Hot Pursuit enthalten, welches 2010 erschien.
Am 18. Oktober 2010 wurde die erste Single, Mecha Love, ihres dritten Albums veröffentlicht. Das Alternativ-Video zu Mecha Love wurde bis Februar 2012 knapp 40 Millionen Mal auf der Videoplattform YouTube aufgerufen. Ebenfalls am 18. Oktober wurde versehentlich die zweite Single Oxygen im Internet verbreitet. Offiziell sollte diese Single erst am 14. Februar 2011 erscheinen. Das Musikvideo zu Oxygen wurde am 12. Januar 2011 veröffentlicht, der Song steht, früher als geplant, seit dem 18. Januar zum Verkauf.
Die Studioaufnahmen zum 3. Studioalbum begannen am 3. Januar 2011. Wegen Problemen mit dem Musiklabel Ministry Of Sound, in dem das neue Album eigentlich erscheinen sollte, hat sich die Veröffentlichung um knapp zwei Jahre verschoben. Am 18. März 2013 wurde das Album dann unter dem Namen Every Weekend in Hadoukens eigenem Label Surface Noise Records veröffentlicht.

## Bandmitglieder
- James Smith
- Alice Spooner
- Daniel „Pilau“ Rice
- Christopher Purcell
- Nick Rice

## Diskografie
Alben
- 2008: Music for an Accelerated Culture
- 2010: For The Masses
- 2013: Every Weekend

EPs
- 2007: Liquid Lives EP
- 2007: Not Here to Please You EP
- 2007: Love, Sweat and Beer EP
- 2009: M.A.D. EP
- 2012: Bad Signal EP

Singles
- 2007: That Boy That Girl
- 2007: Liquid Lives
- 2007: The Bounce
- 2007: Leap of Faith
- 2007: Love, Sweat and Beer
- 2008: Get Smashed Gate Crash
- 2008: Declaration of War
- 2008: Crank It Up
- 2009: M.A.D.
- 2010: Bombshock
- 2010: Turn the Lights Out
- 2010: Mic Check
- 2010: Mecha Love
- 2011: Oxygen
- 2012: Parasite
- 2012: Bad Signal
- 2012: Levitate